# Clarksburg (Kalifornija)
Clarksburg je naseljeno područje za statističke svrhe u američkoj saveznoj državi Kalifornija. Prema popisu stanovništva iz 2010. u njemu je živjelo 418 stanovnika.